# (100489) 1996 VW13
(100489) 1996 VW13 es un asteroide perteneciente al cinturón de asteroides, descubierto el 5 de noviembre de 1996 por el equipo del Spacewatch desde el Observatorio Nacional de Kitt Peak, Arizona, Estados Unidos.

## Designación y nombre
Designado provisionalmente como 1996 VW13.

## Características orbitales
1996 VW13 está situado a una distancia media del Sol de 2,346 ua, pudiendo alejarse hasta 2,780 ua y acercarse hasta 1,913 ua. Su excentricidad es 0,184 y la inclinación orbital 1,707 grados. Emplea 1313 días en completar una órbita alrededor del Sol.

## Características físicas
La magnitud absoluta de 1996 VW13 es 16,8.